# الحي (أسماء الله الحسنى)
الحي من أسماء الله الحسنى في الإسلام، ومعناه: الذي له كمال الحياة، والذي لا يموت.

## في القرآن الكريم
ورد اسم الله الحي في القرآن الكريم عدة مرات، منها:
- قال تعالى: ﴿الم ۝١ اللَّهُ لَا إِلَهَ إِلَّا هُوَ الْحَيُّ الْقَيُّومُ ۝٢﴾ سورة آل عمران:1-2
- وقال تعالى: ﴿اللَّهُ لَا إِلَهَ إِلَّا هُوَ الْحَيُّ الْقَيُّومُ لَا تَأْخُذُهُ سِنَةٌ وَلَا نَوْمٌ لَهُ مَا فِي السَّمَاوَاتِ وَمَا فِي الْأَرْضِ مَنْ ذَا الَّذِي يَشْفَعُ عِنْدَهُ إِلَّا بِإِذْنِهِ يَعْلَمُ مَا بَيْنَ أَيْدِيهِمْ وَمَا خَلْفَهُمْ وَلَا يُحِيطُونَ بِشَيْءٍ مِنْ عِلْمِهِ إِلَّا بِمَا شَاءَ وَسِعَ كُرْسِيُّهُ السَّمَاوَاتِ وَالْأَرْضَ وَلَا يَئُودُهُ حِفْظُهُمَا وَهُوَ الْعَلِيُّ الْعَظِيمُ ۝٢٥٥﴾ سورة البقرة:255
- وقال تعالى: ﴿وَعَنَتِ الْوُجُوهُ لِلْحَيِّ الْقَيُّومِ وَقَدْ خَابَ مَنْ حَمَلَ ظُلْمًا ۝١١١﴾ سورة طه:111
- وقال تعالى: ﴿وَتَوَكَّلْ عَلَى الْحَيِّ الَّذِي لَا يَمُوتُ وَسَبِّحْ بِحَمْدِهِ وَكَفَى بِهِ بِذُنُوبِ عِبَادِهِ خَبِيرًا ۝٥٨﴾ سورة الفرقان:58
- وقال تعالى: ﴿هُوَ الْحَيُّ لَا إِلَهَ إِلَّا هُوَ فَادْعُوهُ مُخْلِصِينَ لَهُ الدِّينَ الْحَمْدُ لِلَّهِ رَبِّ الْعَالَمِينَ ۝٦٥﴾ سورة غافر:65

## في السنة النبوية
- عن أنس بن مالك:[1] «أنَّهُ كانَ معَ رسولِ اللَّهِ ﷺ جالسًا ورجلٌ يصلِّي ثمَّ دعا اللَّهمَّ إنِّي أسألُكَ بأنَّ لَكَ الحمدُ لا إلَهَ إلَّا أنتَ المنَّانُ بديعُ السَّمواتِ والأرضِ يا ذا الجلالِ والإِكرامِ يا حيُّ يا قيُّومُ فقالَ النَّبيُّ ﷺ لقد دعا اللَّهَ باسمِهِ العظيمِ الَّذي إذا دعيَ بِهِ أجابَ وإذا سئلَ بِهِ أعطى»
- عن أنس بن مالك قال:[2] «قال رسولُ اللهِ ﷺ لفاطمةَ ما يمنعُكِ أن تسمعي ما أوصيكِ به أن تقولي إذا أصبَحْتِ وإذا أمسَيْتِ يا حَيُّ يا قيُّومُ برحمتِك أستغيثُ أصلِحْ لي شأني كلَّه ولا تكِلْني إلى نفسي طَرْفةَ عينٍ»
- عن زيد بن حارثة أن رسول الله قال:[3] « من قالَ: أستَغفرُ اللَّهَ الَّذي لا إلَهَ إلَّا هوَ الحيَّ القيُّومَ، وأتوبُ إليهِ، غُفِرَ لَهُ، وإن كانَ قد فرَّ منَ الزَّحفِ»
- عن أسماء بنت يزيد عن النبي قال:[4] «اسْمُ اللَّهِ الْأَعْظَمُ فِي هَاتَيْنِ الْآيَتَيْنِ وَإِلَهُكُمْ إِلَهٌ وَاحِدٌ لَا إِلَهَ إِلَّا هُوَ الرَّحْمَنُ الرَّحِيمُ وَفَاتِحَةِ سُورَةِ آلِ عِمْرَانَ الم اللَّهُ لَا إِلَهَ إِلَّا هُوَ الْحَيُّ الْقَيُّومُ»
- عن عبد الله بن عباس:[5] «أنَّ رسولَ اللهِ ﷺ كان يقول: اللهمَّ لك أسلمتُ. وبك آمنتُ. وعليك توكلتُ. وإليك أنبتُ. وبك خاصمتُ. اللهمَّ إني أعوذ بعزَّتِك، لا إله إلا أنت، أن تُضِلَّني. أنت الحيُّ الذي لا يموتُ. والجنُّ والإنسُ يموتون.»

## الأقوال في معناه
- قال محمد بن جرير الطبري:[6] «هو الحي الذي لا يموت، الدائم الحياة، وكل شيء سواه فمنقطع الحياة غير دائمها»
- قال ابن كثير:[7] «هو الحي أزلا وأبدا، لم يزل ولا يزال، وهو الأول والآخر، والظاهر والباطن.»
- قال ابن القيم:[8] «فهو الحي القيوم الذي لكمال حياته وقيوميته لا تأخذه سنة ولا نوم، مالك السموات والأرض الذي لكمال ملكه لا يشفع عنده أَحد إِلا بإِذنه»

## وصلات خارجية
- الحي القيوم، شرح أسماء الله الحسنى، الدرر السنية.
- اسم الله الأعظم في النصوص النبوية وأقوال أهل العلم، الإسلام سؤال وجواب.
- اسم الله الحي، محمد راتب النابلسي.